# Karl Schnörrer
Karl „Quax" Schnörrer (3. března 1919, Norimberk – 25. září 1979, Norimberk) byl německý stíhací pilot působící v německém válečném letectvu Luftwaffe za druhé světové války s celkovým počtem 46 potvrzených sestřelů. Sloužil u jednotek JG 54, Kommando Nowotny a JG 7. Získal vyznamenání Medaile cti, Německý kříž ve zlatě a Rytířský kříž.

## Vojenská kariéra
V prosinci 1941 se Schnörrer po úspěšném absolvování operačního výcviku připojil jako poddůstojník k 1. skupině 54. stíhací eskadry (I./JG 54) nasazené na východní frontě. Své první vzdušné vítězství zaznamenal 13. prosince 1941. Svoji přezdívku „Quax“ si vysloužil díky několika haváriím během přistávacích manévrů, Quax byla komiksová postavička kachny, která neuměla létat a často padala z výšky na zem. V roce 1942 si tehdy nejúspěšnější německý pilot Walter Nowotny vybral „Quaxe“ jako svého spolubojovníka, své číslo 2. Oba dva se stali blízkými přáteli a vytvořili obávané duo – Nowi a Quax. V tuto dobu měl Schnörrer na svém kontě tři sestřely. V průběhu března 1943 se dva vynikající stíhací piloti Anton „Toni“ Döbele a Rudolf Rademacher připojili k Nowotnymu a Schnörrerovi a vytvořili tak jednu z nejhrozivějších formací Luftwaffe – Nowotnyho roj neboli Nowotny Schwarm. Tato čtyři esa za celou válku sestřelila v součtu přes 500 nepřátelských letadel. Sám vůdce roje Walter Nowotny zastiňoval ostatní s více než 140 potvrzenými sestřely. Pro srovnání, k 20. březnu 1943 měl Schnörrer nalétáno 146 bojových misí okořeněných pouze čtyřmi sestřely a to nikoli v důsledku špatných pilotních dovedností, ale jeho pověření během boje chránit v té době nejlepšího německého pilota, Nowotnyho, který měl obrovskou cenu i co se týče propagandy a udržování morálky jak ostatních pilotů, tak domácí fronty. Své 20. vítězství si Schnörrer namaloval na směrovku svého Focke-wulfu 190 již 18. srpna tak, jak to měli stíhači Luftwaffe ve zvyku. Dne 11. listopadu 1943 zemřel Anton Döbele při srážce s jiným letounem nad letištěm poblíž města Smolensk.
Hned druhý den byl Karl Schnörrer velmi vážně raněn. Rudé armádě se podařilo 12. listopadu 1943 prolomit frontu a postoupit s masivní podporou protiletadlových děl. Toto byla poslední Nowotnyho mise na východní frontě, při které Schnörrer letěl jako jeho číslo. Nowi zaútočil na sovětský bitevník Il-2 a sestřelil ho jako své 255. vítězství. Druhý Il-2 napadl Nowotnyho Focke-Wulf, ale Schnörrer byl včas tam, kde měl být, a vzápětí si připsal 35. sestřel, který byl zároveň jeho posledním u eskadry JG 54. Quaxův Fw 190 A-5 poté inkasoval zásah z dalšího sovětského šturmoviku, jeho letoun hořel a Schnörrer byl nucen nouzově opustit letadlo v malé výšce okolo 60 metrů. Padák se mu otevřel pár metrů nad zemí a proto dopadl na zem příliš velkou rychlostí. Dostal se do rukou německých pozemních jednotek, které ho nalezly s oběma zlomenýma nohama a frakturou lebky. Ztráta Schnörrera a Döbeleho byla pro JG 54 těžkou ránou. Nejvíc ze všech byl otřesen 23letý velitel roje Walter Nowotny. Nedlouho poté byl Nowi stažen z fronty a přeřazen ke 101. cvičné eskadře ve Francii.
Poručík Karl Schnörrer byl zpět ve službě v červnu 1944, připojil se k jednotce Kommando Nowotny létající s proudovými stíhačkami Messerschmitt Me 262. Zde se oba kamarádi znovu setkali. Schnörrer se 8. listopadu 1944 stal očitým svědkem Nowotnyho smrti během spojeneckého náletu poblíž vesnice Hesepe v severozápadním Německu. Kommando Nowotny bylo po smrti svého velitele sloučeno s JG 7. Schnörrer byl povýšen na velitele letky 9./JG 7. 19. března 1945, celkem u této jednotky dosáhl 11 vítězství, z toho 9 čtyřmotorových bombardérů. Se svým 43. Sestřelem byl také vyznamenán Rytířským křížem (Ritterkreuz) ze dne 22. března 1945. 30. března 1945 při útoku na svaz amerických bombardérů nad Hamburkem sestřelil dvě B-17, ale byl zasažen křížovou palbou bombardérů. S poškozeným letadlem se snažil vrátit na základnu, když mu odřízly cestu americké stíhačky P-51 Mustang, neschopen bojovat se rozhodl vyskočit z letadla, naneštěstí těsně po opuštění kokpitu narazil do směrovky svého letounu, navzdory hrozné bolesti otevřel padák a bezpečně přistál. Následně musel podstoupit kvůli svému zranění amputaci jedné nohy, což znamenalo konec jeho pilotní kariéry. Schnörrer zemřel 25. září 1979 v Norimberku ve věku 60 let.
„Quax“ Schnörrer absolvoval 536 bojových letů a dosáhl 46 sestřelů, z toho 35 na východní frontě, zbylých jedenáct na západní frontě a to v kabině proudové stíhačky Me 262.

## Vyznamenání
- Rytířský kříž Železného kříže (22. 03. 1945)
- Německý kříž, ve zlatě (21. 10. 1943)
- Železný kříž, I. třída (22. 06. 1943)
- Železný kříž, Ii. třída (16. 09. 1942)
- Odznak za zranění, černý (13. 11. 1943)
- Medaile za východní frontu (06. 08. 1942)
- Řád kříže svobody, II. třída (22. 11. 1942) (Finsko)

údaje použity z: polská Wikipedie-Karl Schnörrer/Odznaczenia